# M6
M6, abreviatura de Métropole Télévision e do canal de radiodifusão 6, é um canal de televisão comercial privado de interesse geral nacional francês que emite desde 1 de março de 1987. Depois de ter sido entre 2011 e 2017 o terceiro canal mais visto na França é desde 2018 o 4º canal mais visto, atrás apenas da TF1 e dos canais públicos France 2 e France 3.

## História
A M6 foi lançado a 1 de Março de 1987 às 11:15 GMT.
A imagem corrente do canal M6 sugere que o serviço está mais ligado aos adolescentes e a um público jovem. Os programas que inclui o canal são:
- Ficção Científica e Drama, como o Os Escolhidos, Stargate SG-1, Stargate Atlantis, Smallville, Charmed, The X-Files, Roswell, Profiler, The Pretender, Tru Calling, The Sentinel, Special Unit 2, Jake 2.0, Dark Skies,  and Buffy the Vampire Slayer.  Donas de Casa Desesperadas, NCIS, Medium, Nip/Tuck, Números, Prison Break,  Commander in Chief, Ossos, The Unit, South Beach , Threshold, Hope & Faith,  Alias, Malcolm in the Middle, Sex and the City, 8 Simple Rules, My Wife and Kids, Still Standing, Ally McBeal, Killer Instinct, Sue Thomas: F.B.Eye, Summerland, Young Americans, 1-800-Missing, The Cosby Show, Who's the Boss?, The Nanny,  Little House on the Prairie, Bewitched.
- Jornalismo de investigação, como Capital, Zone interdite e Enquete Exclusive.
- Programas de pequena duração, como Cultura Pub, Turbo, CinéSix, e E=M6.
- Vídeos musicais.

Em 2001, o canal M6 tornou-se no primeiro canal francês a transmitir programas sobre reality show com o Loft Story.